# Liste des camionnettes
Un pick-up, ou camionnette au Québec, est un type de véhicule d'origine américaine populaire en Amérique du Nord.
Liste non exhaustive.

## Liste
| Constructeur | Modèle                | Classe                 | Aire de vente                                                                      |
| ------------ | --------------------- | ---------------------- | ---------------------------------------------------------------------------------- |
| Cadillac     | Escalade EXT          | Berline, luxe          | États-Unis, Canada, Mexique                                                        |
| Chevrolet    | Tornado               | Coupé                  | Amérique latine, Afrique du Sud                                                    |
| Chevrolet    | Colorado/S-10         | Compacte               | États-Unis, Canada, Mexique, Brésil, Thaïlande                                     |
| Chevrolet    | D-Max                 | Compacte               | Chili                                                                              |
| Chevrolet    | Milverado             | Berline                | États-Unis (utilisation militaire)                                                 |
| Chevrolet    | Silverado 1500        | Berline                | Amérique du Nord, Moyen-Orient, Égypte                                             |
| Chevrolet    | Silverado 1500 Hybrid | Berline, hybride       | Amérique du Nord, Moyen-Orient, Égypte                                             |
| Chevrolet    | Silverado 2500 HD     | Lourd                  | États-Unis, Canada, Mexique                                                        |
| Chevrolet    | Silverado 3500 HD     | Lourd                  | États-Unis, Canada, Mexique                                                        |
| Damas/Lobo   | Lobo (en)             | Mini                   | Corée du Sud                                                                       |
| Daihatsu     | Hijet (en)            | Mini                   | Asie, Afrique, Amérique du Sud                                                     |
| Ford         | Bantam                | Coupé                  | Afrique du Sud, Russie                                                             |
| Ford         | Falcon Ute            | Coupé                  | Afrique du Sud, Russie                                                             |
| Ford         | Maverick              | Compacte               | Amérique                                                                           |
| Ford         | Ranger                | Moyenne                | Partout sauf : Amérique du Nord, Corée du Sud, Japon, Moyen-Orient                 |
| Ford         | F-150                 | Berline, luxe          | Amérique du Nord, Moyen-Orient                                                     |
| Ford         | F-250                 | Lourd, luxe            | États-Unis, Canada, Mexique, Moyen-Orient                                          |
| Ford         | F-350                 | Lourd, luxe            | États-Unis, Canada, Mexique, Moyen-Orient                                          |
| Ford         | F-450                 | Lourd, luxe            | États-Unis, Canada, Mexique, Moyen-Orient                                          |
| Ford         | F-550                 | Lourd                  | États-Unis, Canada, Mexique, Moyen-Orient                                          |
| Ford         | F-650                 | Lourd                  | États-Unis, Canada, Mexique, Moyen-Orient                                          |
| Ford         | F-750                 | Lourd                  | États-Unis, Canada, Mexique, Moyen-Orient                                          |
| FPV          | GS Ute                | Coupé                  | Australie                                                                          |
| FPV          | F6 Ute                | Coupé, sport           | Australie                                                                          |
| GMC          | Canyon                | Compacte               | États-Unis, Canada, Mexique                                                        |
| GMC          | Sierra 1500           | Berline, luxe          | Amérique du Nord, Moyen-Orient                                                     |
| GMC          | Sierra 2500           | Lourd, luxe            | États-Unis, Canada, Mexique                                                        |
| GMC          | Sierra 3500           | Lourd, luxe            | États-Unis, Canada, Mexique                                                        |
| Holden       | Ute                   | Coupé                  | Australie, Nouvelle-Zélande                                                        |
| Holden       | Colorado              | Compacte               | Australie, Nouvelle-Zélande                                                        |
| HSV          | Maloo (en)            | Coupé                  | Australie, Nouvelle-Zélande                                                        |
| Honda        | Ridgeline             | Moyenne                | Amérique                                                                           |
| Hyundai      | Santa Cruz            | Compacte               | États-Unis, Canada                                                                 |
| Lincoln      | LT                    | Berline, luxe          | Mexique                                                                            |
| SVT          | F-150 Raptor          | Berline, tout-chemin   | Amérique du Nord, Moyen-Orient                                                     |
| Toyota       | Hilux                 | Compacte               | Partout sauf : États-Unis, Canada, Japon, Corée du Sud                             |
| Toyota       | Land Cruiser 79       | Compacte, tout-terrain | Australie, Nouvelle-Zélande, Afrique, Amérique Centrale, Caraïbes, Moyen-Orient    |
| Toyota       | Tacoma                | Moyenne                | États-Unis, Canada, Mexique                                                        |
| Toyota       | Tundra                | Berline                | États-Unis, Canada, Mexique                                                        |
| TRD          | Tacoma T/X Baja       | Moyenne, tout-chemin   | États-Unis, Canada, Mexique                                                        |
| TRD          | Tundra Sport          | Berline                | États-Unis, Canada, Mexique                                                        |
| TRD          | Tundra Rock Warrior   | Berline, tout-chemin   | États-Unis, Canada, Mexique                                                        |
| Vauxhall     | Maloo VXR (en)        | Coupé                  | Royaume-Uni                                                                        |
| Volkswagen   | Saveiro               | Coupé                  | Amérique du Sud                                                                    |
| VCV          | Amarok                | Compacte               | Europe, Amérique Latine, Moyen-Orient, Afrique du Sud, Australie, Nouvelle-Zélande |